# Aleiodes
Aleiodes – rodzaj błonkówek z rodziny męczelkowatych.

## Zasięg występowania
Rodzaj obejmuje gatunki żyjące na cały świecie. Do niedawna uważano, że liczniej występują w Holarktyce, jednak ostatnio odkryto bardzo liczne gatunki tropikalne.

## Budowa ciała
Imago osiągają od 4 do 8 mm długości. Charakterystyczna jest budowa niektórych narządów gębowych - nadustek jest wąski, zaś wklęsła warga górna otoczona są od strony brzusznej przez parę żuwaczek. Żeberko potyliczne obecne. Pierwsze trzy tergity metasomy z rysunkiem, przynajmniej pierwszy tergit z podłużnym żeberkiem biegnącym przez jego środek. Pokładełko samic krótkie.

## Biologia i ekologia
Larwy są koibiontycznymi, wewnętrznymi parazytioidami gąsienic motyli. Atakowane są zwykle gąsienice w drugim lub trzecim stadium rozwoju (czasem też w pierwszym lecz  zmniejszy skutkiem). Podobnie jak u innych przedstawicieli Rogadinae, pod koniec żerowania larwy jej żywiciel jest zabijany i mumifikowany, po czym ta przepoczwarcza się w jego wnętrzu a następnie wydostaje się przez otwór w tylnej części mumii. Żywicielami gatunków z tego rodzaju są prawie wyłącznie żerujące od zewnątrz (egzofagiczne) gąsienice motyli z nadrodzin Noctuoidea i Geometroidea, rzadziej są to przedstawiciele nadrodzin Sphingoidea i Papilionoidea. Wyjątkowo atakowane są ektofagiczne gąsienice motyli mniejszych, np. z rodziny kraśnikowatych oraz gąsienice motyli większych o częściowo skrytym miejscu żerowania (częściowo endofagiczne).

## Systematyka
Do rodzaju zaliczany jest kilkaset gatunków. Cały czas opisywane są liczne nowe gatunki.